# Ponholzmühle
Ponholzmühle ist ein Gemeindeteil der Kreisstadt Cham im oberpfälzischen Landkreis Cham.

## Geographie
Das Dorf Ponholzmühle liegt etwa 4 km nordwestlich von Cham unweit des Flusses Regen.

## Geschichte
Der Name „Ponholzmühle“ entstand vermutlich durch die Mühle, die viele Jahrzehnte am Holderbach lag, der durch die kleine Ortschaft fließt. Um die Mühle herum entstanden einige Wohnhäuser. 1871 hatte der Ort 14 Einwohner, 1950 bereits 39 und bei der Volkszählung 1987 waren es 64. Die Mühle wurde jedoch in den 1970er Jahren abgerissen. Einziger Gewerbebetrieb ist jetzt ein Bauunternehmen.